# 天満美智子
天満美智子（てんま みちこ、1922年4月26日 - 2021年10月10日）は、日本の言語学者・英語学者。津田塾大学名誉教授。専門は言語心理学。

## 人物・来歴
ウラジオストク生まれ。1944年津田塾専門学校英文科卒、1950年南カリフォルニア大学大学院、1961年ミシガン大学大学院を経て、国際基督教大学講師、1968年津田塾大学教授、1988-1996年学長、名誉教授。1997年、勲三等宝冠章を受章。

## 著書
- 『英語の語法 表現篇 第10巻  修飾. 下』研究社出版, 1968
- 『子どもが英語につまずくとき 学校英語への提言』研究社出版, 1982.2
- 『英文読解のストラテジー』大修館書店, 1989.2
- 『新しい英文読解法』岩波ジュニア新書 1994.10
- 『新しい英文作成法』岩波ジュニア新書) 1998.7
- 『新しい英文リスニング法』岩波ジュニア新書) 2000.4

### 共著・監修
- 『英語表現の演習』W.E.マッケンジー共著. 研究社出版, 1965
- 『やさしい英字新聞入門』エリック・ベレント共著 (岩波ジュニア新書) 1996.10
- 『ミチタン推測法 天使がくれた秘伝書 単語がわからなくても英文が読める!』(快適受験αブックス) 監修, 国生浩久著. 学習研究社, 1998.10
- 『単語知らずのための英文読解法 英文速読への未知単語推測法』国生浩久 著 監修. 学研教育出版, 2010.7

### 翻訳
- W.M.リヴァース『外国語習得のスキルーその教え方』研究社出版, 1972
- D.A.ウィルキンズ『言語学と語学教育』研究社出版, 1975
- W.M.リバーズ, M.S.テンパリー『英語教育実践ハンドブック』オックスフォード大学出版局, 1985.1
- ウィルガ・M.リヴァーズ『外国語習得のスキルーその教え方』田近裕子共訳. 研究社出版, 1987.12